# It’s a Man’s Man’s Man’s World
«It’s a Man’s Man’s Man’s World» — песня Джеймса Брауна и Бетти Джини Ньюсом. Браун записал её 16 февраля 1966 года в Нью-Йоркской студии и выпустил её синглом в том же году. Она добралась до первой позиции в хит-параде Billboard R&B Chart и до 8-й в Billboard Hot 100. Название песни является каламбуром на комедию 1963 года «Это безумный, безумный, безумный, безумный мир».
В 2004 году журнал Rolling Stone поместил песню «It’s a Man’s Man’s Man’s World» в исполнении Джеймса Брауна на 123-е место своего списка «500 величайших песен всех времён». В списке 2011 года песня находится на 124-м месте.
А в 2014 году британский музыкальный журнал New Musical Express поместил «It’s a Man’s Man’s Man’s World» в исполнении Джеймса Брауна на 288-е место уже своего списка «500 величайших песен всех времён».
В 2010 году сингл Джеймса Брауна с этой песней (1966 год, King Records) был принят в Зал славы премии «Грэмми».

## Чарты
| Чарт (1966)                     | Наив. поз. |
| ------------------------------- | ---------- |
| Бельгия/Фландрия (Ultratop 50)  | 14         |
| Франция (SNEP)                  | 49         |
| США (Billboard Hot 100)         | 8          |
| (Billboard R&B Singles)         | 1          |
| Великобритания (OCC UK Singles) | 13         |